# Igreja de Nossa Senhora da Vitória (Sacavém)
A Igreja de Nossa Senhora da Vitória (também chamada Capela de Nossa Senhora da Vitória) foi a antiga Igreja Matriz de Sacavém, situada no final da antiga Rua Direita (actual Rua Almirante Reis), em Sacavém de Cima.

## História
No local onde hoje se situa  a Igreja de Nossa Senhora da Vitória ergueram os visigodos, no século V da nossa Era, uma pequena ermida dedicada a Nossa Senhora dos Prazeres. Foi portanto a primeira igreja da localidade, tendo subsistido durante a ocupação muçulmana, podendo aí os cristãos exercer actos cultuais, mediante o pagamento de um dado imposto ao invasor.
Em 1147, Afonso Henriques refundou a ermida, dedicando-a a Nossa Senhora da Vitória, em homenagem à miraculosa vitória que alcançara dos mouros na mítica Batalha de Sacavém.
O edifício foi-se degradando ao longo dos séculos seguintes, de tal modo que em 1690, durante o reinado de D. Pedro II, o soberano mandou proceder à reabilitação do corpo da igreja, tendo a reconstrução da capela-mor sido levada a cabo, a meias, pelo desembargador José Galvão de Lacerda (futuro chanceler-mor do reino, durante o reinado do seu filho D. João V), e pela contribuição de esmolas populares.
Após o terramoto de 1755, ficou muito danificada, mas devido à total ruína da Igreja Matriz situada no Largo da Saúde, passou para esta Igreja a sede da Matriz Paroquial. Assim permaneceu até 11 de Abril de 1863, data em que, a pedido da Junta da Paróquia de Sacavém, o cardeal-Patriarca de Lisboa, D. Manuel Bento Rodrigues autorizou uma vez mais a transferência da Matriz, desta feita para a velha igreja do Convento de Nossa Senhora dos Mártires e da Conceição dos Milagres, autonomizada daquele e feita sede paroquial sob a invocação da Nossa Senhora da Purificação.
Não obstante, continuou-se naquela igreja a celebrar os ofícios divinos; em 1876, com a demolição da Capela de São Francisco, existente no Largo da Saúde, defronte da Capela de Nossa Senhora da Saúde e de Santo André (Sacavém), acolheu esta igreja a imagem de São Francisco, retirada do altar-mor da dita capela, num dos seus altares laterais; no outro figurava uma imagem de São Caetano.
Por esta época viria a ser adquirido o palacete ao lado da Igreja (a Quinta da Oliveira) pela família dos Braamcamp.
O novo século trouxe mais decadência ao local, tendo a igreja chegado a servir de instalações aos Bombeiros Voluntários de Sacavém. No final do século XX estava profundamente degradada, correndo risco de ruína. Sofreu então uma breve intervenção por parte da Câmara Municipal, continuada recentemente (2005), destinando-se num futuro próximo o edifício a ser aproveitado, no quadro do Programa de Requalificação e Ordenamento Urbano das Áreas Suburbanas de Lisboa (PROQUAL), como parte de um complexo que integrará uma biblioteca, um auditório e ludoteca, constituindo assim uma mais-valia para toda a cidade de Sacavém.